# Encyocrypta abelardi
Encyocrypta abelardi är en spindelart som beskrevs av Raven 1994. Encyocrypta abelardi ingår i släktet Encyocrypta och familjen Barychelidae.
Artens utbredningsområde är Nya Kaledonien. Inga underarter finns listade i Catalogue of Life.